# Historischer Roman
Ein historischer Roman ist ein fiktionales Prosawerk, dessen Handlung in einer historischen Zeit spielt und dessen Inhalt in belletristischer Form um geschichtliche Vorgänge und Personen kreist, ohne dass ein zwangsläufiger Anspruch auf wissenschaftliche Richtigkeit besteht.

## Allgemeines und Abgrenzung
Der historische Roman gilt laut Rainer Schönhaar als ein „Romantypus, der historische Gestalten und Vorfälle behandelt oder doch in historisch beglaubigter Umgebung spielt und auf einem bestimmten Geschichtsbild beruht“.
Die zeitliche Distanz macht in der Regel eine aufwendige Recherche, bestehend aus der Lektüre von Geschichtsdarstellungen, oder einen direkten Zugang zu Quellen unumgänglich. Die Forderung nach einer Authentizität des Historischen ist ein Relikt aus der Entstehungszeit der frühen historischen Romane, die zusammenfällt mit den neuzeitlichen Bestrebungen korrekte Darstellungen der Geschichte zu liefern, welche nicht länger bloß Herrscherlob oder die nachträgliche Legitimation politischer Entscheidungen verfolgen, sondern die Geschichte zum Gegenstand einer kritischen Betrachtung erheben. Das Werk des französischen Aufklärers Voltaire, darunter seine Schriften Histoire de Charles XII und Le Siècle de Louis XIV riefen aufgrund ihrer bestreitbaren Akkuratesse wie unbestreitbaren Darstellungskunst Kritik hervor. Der historische Roman wird daher seitens Vertretern der Geschichtswissenschaft – obgleich es sich um ein Kunstwerk handelt – bezüglich der Richtigkeit aufgestellter Tatsachen wie aus geschichtspolitischer Sorgfalt kritisiert. Dagegen steht die deskriptive Herangehensweise der Literaturwissenschaft, die beispielsweise Anachronismen auch als eigenständige ästhetische Signale wertet.
Ein historischer Roman kann von fiktiven Personen handeln, die in einer bestimmten Epoche leben, oder von historischen Personen. Im letzteren Fall werden tatsächliche Erlebnisse der Person narrativ aufgearbeitet oder Erlebnisse erfunden. Da Romane den Gesetzen der Erzählkunst folgen und nicht denen der Geschichtswissenschaft, kann ein Schriftsteller dazu neigen, von historischen Fakten stark abzuweichen. Überschneidungen gibt es mit dem Zeit-, Künstler-, Gesellschafts- oder Liebesroman. Nach Walter Scotts Debüt liegen zwischen Zeitraum und Niederschrift des Romans mindestens sechzig Jahre. Die zeitliche Abgrenzung ist jedoch keine feste Größe, weil die beschleunigte Zeitwahrnehmung in der Moderne gleichfalls zur Veränderung der Wahrnehmung der vergangenen Zeit, besonders der jüngeren Vergangenheit als zeitliche Größe geführt hat; so widmen sich Historiker der Zeitgeschichte der jüngeren Vergangenheit. In zahlreichen historischen Romanen des 19. Jahrhunderts war die behandelte Epoche für den Autor eine wirklich historische Epoche, die er nicht selbst miterlebt hat. Der Glöckner von Notre-Dame von Victor Hugo spielt entsprechend dem romantischen Interesse im Mittelalter, I Promessi Sposi von Alessandro Manzoni im 17. Jahrhundert, doch Die Kartause von Parma von Stendhal lediglich vierzig Jahre vor ihrer Niederschrift. Romane mit zeitgeschichtlichem Hintergrund werden daher nicht zu den typischen historischen Romanen gerechnet, da sie die Gegenwart des Autors zum Gegenstand haben, so wie zum Beispiel Sansibar oder der letzte Grund von Alfred Andersch oder Die Blechtrommel von Günter Grass.
Nicht zu den historischen Romanen zählt man die Fantasy-Romane, die mit Versatzstücken aus dem Mittelalter spielen und oft auch übernatürliche Elemente einführen. Auch die Neubearbeitungen von Sagen und Legenden gehören nicht dazu, ebenso wenig stark schematisierte Genres wie Wild-West- oder Rittergeschichten. Einer von vielen Grenzfällen ist die Romantetralogie Joseph und seine Brüder von Thomas Mann, die um den biblischen Joseph herum angelegt ist; doch sind Datierung und selbst Historizität der biblischen Figur nicht zu sichern. Populärwissenschaftliche oder feuilletonistische Darstellungen, die sich auf reale Personen und Ereignisse beziehen, sind ebenfalls nicht historische Romane. Beispiele sind die Biografien von Stefan Zweig über Marie-Antoinette oder Joseph Fouché. Werden aber Personen und Ereignisse hinzuerfunden (etwa weil die überlieferte faktische Grundlage sehr dünn ist), handelt es sich wiederum um Romane, wie die Romanbiografien I, Claudius von Robert Graves und Geliebte Theophanu von Eberhard Horst.
Ein wichtiger antiker Vorläufer des modernen historischen Romans ist laut Tomas Hägg der wohl im 1. Jahrhundert n. Chr. entstandene Roman Chaireas und Kallirhoë des Chariton von Aphrodisias.